# Cebidichthys violaceus
Cebidichthys violaceus (englisch: Monkeyface prickleback oder Monkeyface eel) ist ein aalförmiger Meeresfisch, der an der Westküste der USA vom südlichen Oregon bis Kalifornien vorkommt. Südlich von Point Conception am Santa-Barbara-Kanal ist der Fisch selten.

## Merkmale
Cebidichthys violaceus hat einen langgestreckten Körper und wird bis zu 76 Zentimeter lang. Rücken-, Schwanz- und Afterflosse sind voneinander getrennt. Die Rückenflosse, die vom Hinterkopf bis zum Ansatz der Schwanzflosse reicht, hat in der vorderen Hälfte Hartstrahlen, in der hinteren Weichstrahlen. Bei allen anderen Stachelrücken wird sie ausschließlich von Hartstrahlen gestützt. Die Brustflossen sind relativ groß, Bauchflossen fehlen. Eine lange Seitenlinie verläuft direkt unterhalb der Rückenflossenbasis. Ausgewachsene Exemplare besitzen klumpige Fleischgrate auf der Kopfoberseite. Die Fische sind fast einfarbig schwarz, grau oder olivfarben. Vom Auge gehen radial einige schwarze Streifen aus. Einige Exemplare zeigen einen oder mehrere orange Flecken auf den Körperseiten und haben orange Flossenränder.

## Lebensweise
Cebidichthys violaceus lebt küstennah im flachen Wasser der felsigen Gezeitenzone, meist nicht tiefer als einen Meter, selten bis in Tiefen von 24 Metern. Die Fische können Luft atmen und 15 bis 35 Stunden lang außerhalb des Wassers verharren, wenn sie feucht bleiben. Sie ernähren sich vor allem von Algen, Garnelen und anderen Krebstieren. Der Laich wird in Felsspalten abgelegt und von einem Elternteil bewacht. Cebidichthys violaceus wird beangelt und gilt als guter Speisefisch.

## Systematik

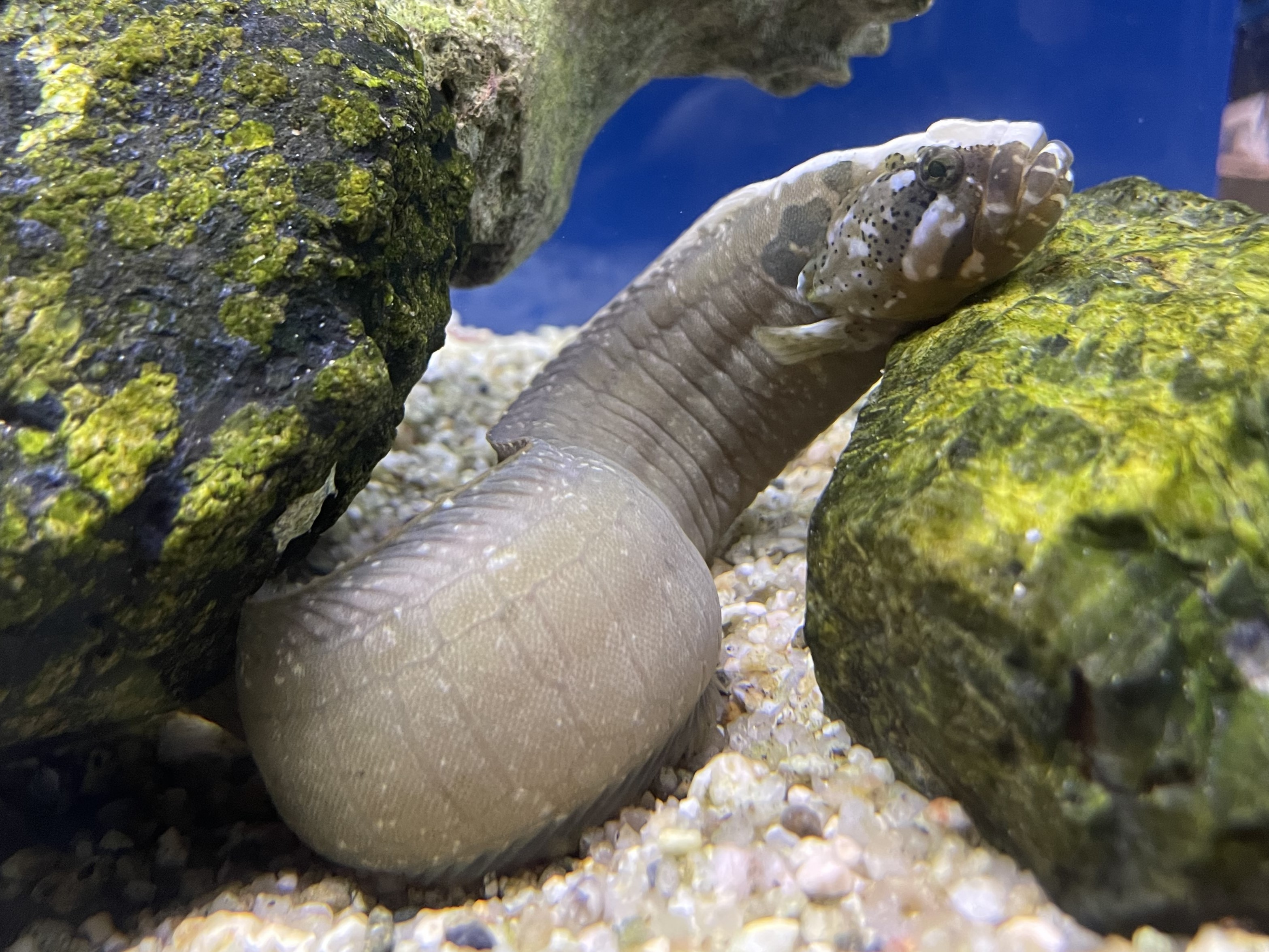
Dictyosoma temminckii

Die Fischart wurde 1854 durch den französisch-amerikanischen Zoologen Charles Frédéric Girard erstmals wissenschaftlich beschrieben. Ein Jahr später führte der US-amerikanische Ichthyologe William Orville Ayres für die Art die Gattung Cebidichthys ein, die seitdem monotypisch geblieben ist. Sein Kollege Theodore Nicholas Gill stellte die Gattung 1862 in eine Unterfamilie Cebidichthyinae innerhalb der Familie der Stachelrücken (Stichaeidae). In der Folgezeit wurde sie auch als eigenständige Familie (Cebidichthyidae) geführt. Zwei phylogenetische Studien bei der DNA verschiedener Aalmutterverwandten miteinander verglichen wurde, ergab das Cebidichthys nach den Ronquils (Bathymasteridae) eine basale Stellung innerhalb der Aalmutterverwandten einnimmt und eine eigenständige Familie Cebidichthyidae somit gerechtfertigt ist. Im Jahr 2017 verschob die russische Wissenschaftlerin Olga A. Radchenko die Gattungen Dictyosoma und Esselenichthys von der Unterfamilie Xiphisterinae innerhalb der Stachelrücken in die Familie Cebidichthyidae, die somit nicht mehr monotypisch ist, sondern aus drei Gattungen mit insgesamt sechs Arten besteht.